# راه بازگشت (فیلم ۱۹۳۷)
راه بازگشت (انگلیسی: The Road Back) فیلم درام جنگی به کارگردانی جیمز ویل است که در سال ۱۹۳۷ منتشر شد.

## بازیگران
- جان کینگ
- ریچارد کرامول
- اسلیم سامرویل
- اندی دیواین
- نوا بیری جونیور
- باربارا رید
- لوئیز فازندا
- جان امری
- اتین ژیراردو
- لیونل اتویل
- جین روورال
- اسپرینگ باینگتون
- فرانک رایشر
- آرتور هول
- ویلیام بی. دیویدسون
- ادوین ماکسول
- کلارا بلندیک
- ساموئل اس هیندز
- رابرت وارویک
- هری کوردینگ
- دارسی کوریگان
- فرانسیس فورد
- دوایت فرای
- ادوارد لسنت
- رابرت مکنزی
- ادوارد وان اسلون
- تاینی سندفورد
- هری سی. بردلی
- پل وایگل
- هری واتسون